# COSMIC-2
COSMIC-2 còn được gọi là FORMOSAT-7, là chòm sao của các vệ tinh cho Khí tượng học, tầng điện ly, khí hậu học và nghiên cứu thời tiết vũ trụ. FORMOSAT-7 là dự án chung của Hoa Kỳ - Đài Loan bao gồm Tổ chức Vũ trụ Quốc gia (NSPO) về phía Đài Loan và Cơ quan Khí quyển và Đại dương Quốc gia (NOAA) về phía Hoa Kỳ. FORMOSAT-7 là sự kế thừa của FORMOSAT-3.